# Ksenia Sobchak
Ksenia Anatolyevna Sobchak (en ruso: Ксе́ния Анато́льевна Собча́к. San Petersburgo, 5 de noviembre de 1981) es una presentadora de televisión, periodista y actriz rusa. Sobchak saltó a la fama cuando dirigió el reality show Dom-2 del canal ruso TNT. Actualmente es presentadora y periodista del canal de TV Dozhd. En febrero de 2018 anunció su candidatura para presidente de la Federación Rusa en las elecciones presidenciales de Rusia de 2018.

## Biografía
Ksenia Sobchak nació en San Petersburgo el 5 de noviembre de 1981 siendo hija de dos conocidos políticos: Anatoli Sobchak (alcalde de la ciudad de 1991 a 1996) y Lyudmila Narusova (diputada de la Duma Estatal desde 1995).

### Carrera audiovisual
Su carrera como actriz comenzó en 2004, año en el que protagonizó Vory i prostitutki (Ladrones y Prostitutas). Desde entonces ha protagonizado un total de 14 películas desde 2004 hasta 2017.
Aunque las películas no la catapultaron a una gran fama, sí le dieron suficiente nombre como para aparecer en la portada de la versión rusa de la revista Playboy, concretamente en la versión de noviembre de 2006.
Sobchak tuvo más éxito en su carrera televisiva, donde presentó un gran número de programas en distintas cadenas de la televisión rusa. En 2012 dejó la presentación del programa Dom-2 un reality show de la cadena rusa de TNT, muy popular en el país y que le había dado mucha fama, por ser incongruente con sus orientaciones políticas.
Sobchak se ha convertido en una de las celebridades mejores pagadas de Rusia. Según la versión rusa de la revista Forbes, en 2017 Ksenia Sobchak fue la décima celebridad mejor pagada de todo el país, teniendo un salario anual cercano a 1,7 millones de euros.

#### Filmografía
| Año  | Título                             | Personaje            | Notas                                 |
| ---- | ---------------------------------- | -------------------- | ------------------------------------- |
| 2004 | Vory i prostitutki                 | Periodista-psicóloga |                                       |
| 2008 | Samyy luchshiy film                | Prostituta           |                                       |
| 2008 | Krasota trebuyet                   |                      |                                       |
| 2008 | Nikto ne znaet pro sex 2: No sex   | Arabella             |                                       |
| 2008 | Gitler kaput!                      | Eva Braun            | Elenco principal                      |
| 2009 | Artefakt                           |                      |                                       |
| 2009 | Evropa-Aziya                       |                      |                                       |
| 2009 | Zolotoy klyuchik                   | Malvina              | Película producida para la televisión |
| 2012 | Rzhevskiy protiv Napoleona         | Madam Ksyu Ksyu      |                                       |
| 2013 | Entropiya                          |                      |                                       |
| 2013 | Odnoklassniki.ru: naCLICKay udachu |                      |                                       |
| 2014 | Roman s kokainom                   | Sonya                |                                       |
| 2014 | Korporativ                         |                      |                                       |
| 2017 | Mify                               |                      |                                       |

### Carrera política
Ksenia Sobchak anunció mediante un vídeo en la plataforma Youtube subido el 19 de octubre de 2017 su intención de ser candidata a las elecciones presidenciales rusas que tendrían lugar el 18 de marzo de 2018. La candidatura no fue formalizada por la Comisión Electoral Central de Rusia hasta el 8 de febrero de 2018.
En las elecciones, Sobchak obtuvo el cuarto lugar con un 1,68% de los votos.